# Lijst van oorlogsmonumenten in Leusden
De gemeente Leusden heeft 26 oorlogsmonumenten. Hieronder een overzicht.
| Nr.  | Object                                                      | Herdachte groep | Ontwerper                                                                    | Onthulling       | Type               | Locatie                          | Plaats       | Coördinaten                  | Foto                                                        |
| ---- | ----------------------------------------------------------- | --- | ---------------------------------------------------------------------------- | ---------------- | ------------------ | -------------------------------- | ------------ | ---------------------------- | ----------------------------------------------------------- |
| 79   | Monumenten bij de Sint Jozefkerk                            | Burgerslachtoffers, Militairen in dienst van het Ned. Kon. na 1945                                                                   | Dhr. J.M. Schouten                                                           | 4 mei 1990       | plaquette          | Hamersveldseweg 51, 3833 GL      | Leusden      | 52° 7' 59" NB, 5° 25' 37" OL |                                                             |
| 84   | Onze Lieve Vrouw van Lourdes                                | Overig |                                                                              |                  | beeld/sculptuur    | Hessenweg 218, 3791 PL           | Achterveld   | 52° 8' 47" NB, 5° 27' 29" OL |                                                             |
| 85   | Gedenkplaat in de Moespot                                   | Burgerslachtoffers | J.M. Schouten (ontwerp); H.T. Huppelschoten (plaat); Henk Berg (schildering) | 4 mei 1965       | plaquette          | Jan van Arkelweg 6, 3791 AC      | Achterveld   | 52° 8' 8" NB, 5° 29' 48" OL  |                                                             |
| 86   | Monument voor Pierre Brisdoux                               | Geallieerde militairen |                                                                              |                  | Kruis              | Hessenweg 112, 3832 RB           | Leusden      | 52° 7' 53" NB, 5° 23' 2" OL  | Monument voor Pierre Brisdoux                               |
| 87   | Monument in kasteel 'Stoutenburg'                           | Overig | Dhr. J.M. Schouten                                                           | 7 september 1988 | gedenksteen        | Stoutenburgerlaan 4, 3835 PB     | Leusden      | 52° 9' 3" NB, 5° 26' 39" OL  |                                                             |
| 88   | Monument voor het 16e Regiment Infanterie                   | Militairen in dienst van het Ned. Kon. 1940-1945                                                                                     | Dhr. L. Barten (ontwerp), Willem van Kuilenburg (uitvoering)                 | 7 juni 1941      | begraafplaats/graf | Dodeweg, 3832 RB                 | Leusden      | 52° 7' 53" NB, 5° 23' 2" OL  |                                                             |
| 89   | Oorlogsmonumenten bij de Sint-Jozefkerk (vervangen in 2020) | Geallieerde militairen, Militairen in dienst van het Ned. Kon. 1940-1945, Burgerslachtoffers, Vervolgden Nederland, Verzet Nederland | Dhr. J.M. Schouten (gedenkstenen)                                            | 4 mei 1990       | begraafplaats/graf |                                  | Achterveld   | 52° 8' 5" NB, 5° 29' 47" OL  | Oorlogsmonumenten bij de Sint-Jozefkerk (vervangen in 2020) |
| 90   | Mobilisatie-monument                                        | Overig | Dhr. J.M. Schouten                                                           | 4 oktober 1989   | plaquette          | Jan van Arkelweg 6, 3791 AC      | Achterveld   | 52° 8' 4" NB, 5° 29' 50" OL  |                                                             |
| 432  | Monument voor de TD-groep                                   | Verzet Nederland | Renée van Leusden                                                            |                  | beeld/sculptuur    | 't Erf, 3830 AD                  | Leusden      | 52° 7' 50" NB, 5° 25' 43" OL | Monument voor de TD-groep                                   |
| 880  | Grensbeuk aan de Appelweg                                   | Vervolgden Nederland, Verzet Nederland                                                                                               |                                                                              |                  | boom               | Loes van Overeemlaan 19, 3832 RK | Leusden      | 52° 7' 44" NB, 5° 21' 38" OL |                                                             |
| 881  | Begraafplaats Rusthof                                       | Geallieerde militairen, Militairen in dienst van het Ned. Kon. 1940-1945, Vervolgden Nederland, Verzet Nederland                     |                                                                              |                  | begraafplaats/graf | Dodeweg, 3832 RB                 | Leusden      | 52° 7' 53" NB, 5° 23' 2" OL  | Begraafplaats Rusthof                                       |
| 1674 | Koedriest                                                   | Geallieerde militairen |                                                                              | 4 mei 1962       | zuil               | Appelweg, 3832 RK                | Leusden      | 52° 7' 44" NB, 5° 21' 43" OL | Koedriest                                                   |
| 1678 | Gedenkkruis bij het Jannetjesdal                            | Verzet Nederland |                                                                              | 24 april 1954    | Kruis              |                                  | Leusderheide | 52° 6' 55" NB, 5° 20' 39" OL | Gedenkkruis bij het Jannetjesdal                            |
| 1686 | Italiaanse gedenksteen                                      | Geallieerde militairen |                                                                              | 3 september 1982 | gedenksteen        | Dodeweg, 3832 RB                 | Leusden      | 52° 7' 53" NB, 5° 23' 2" OL  |                                                             |
| 1693 | Brits ereveld                                               | Geallieerde militairen |                                                                              |                  | begraafplaats/graf | Dodeweg, 3832 RB                 | Leusden      | 52° 7' 53" NB, 5° 23' 2" OL  |                                                             |
| 1694 | Sovjet ereveld                                              | Geallieerde militairen | Ir. D. Zuiderhoek (indeling begraafplaats), ir. W. Meyer (beplanting)        | 18 november 1948 | begraafplaats/graf | Dodeweg 31, 3832 RB              | Leusden      | 52° 7' 45" NB, 5° 22' 32" OL | Sovjet ereveld                                              |
| 1696 | Gedenkzuil bij het voormalige Kamp Amersfoort               | Vervolgden Nederland, Verzet Nederland                                                                                               | Steenhouwerij C.M. Lablans                                                   | 4 mei 1962       | zuil               | Loes van Overeemlaan 19, 3832 RK | Leusden      | 52° 7' 44" NB, 5° 21' 38" OL | Gedenkzuil bij het voormalige Kamp Amersfoort               |
| 1893 | Monument aan de Asschatterkade                              | Burgerslachtoffers | Ir. M.J. Klijnstra                                                           | voorjaar 1946    | gedenksteen        | Asschatterweg, 3831 JJ           | Leusden      | 52° 7' 53" NB, 5° 27' 22" OL | Monument aan de Asschatterkade                              |
| 1894 | Nationaal Monument Kamp Amersfoort                          | Vervolgden Nederland, Verzet Nederland                                                                                               | Frits Sieger                                                                 | 14 mei 1953      | beeld/sculptuur    | Loes van Overeemlaan 19, 3832 RK | Leusden      | 52° 7' 44" NB, 5° 21' 38" OL | Nationaal Monument Kamp Amersfoort                          |
| 2045 | Bijna Vrij                                                  | Overig | Willy Albers Pistorius-Fokkelman                                             |                  | beeld/sculptuur    | Jan van Arkelweg, 3791 AC        | Achterveld   | 52° 8' 29" NB, 5° 29' 50" OL | Bijna Vrij                                                  |
| 2086 | Gedenkplaats Kamp Amersfoort                                | Vervolgden Nederland, Verzet Nederland                                                                                               |                                                                              | 1972             | overig             | Loes van Overeemlaan 19, 3832 RK | Leusden      | 52° 7' 44" NB, 5° 21' 38" OL | Gedenkplaats Kamp Amersfoort                                |
| 3338 | Veteranenmonument                                           | Militairen in dienst van het Ned. Kon. na 1945, Militairen in dienst van het Ned. Kon. 1940-1945                                     | Gert Sennema                                                                 | 25 juni 2009     | beeld/sculptuur    | Dodeweg 31, 3832 RE              | Leusden      | 52° 7' 48" NB, 5° 22' 33" OL | Meer afbeeldingen                                           |
| 3407 | Voedselmonument                                             | Overig |                                                                              | 18 mei 1994      | plaquette          | Jan van Arkelweg 6, 3791 AC      | Achterveld   | 52° 8' 8" NB, 5° 29' 49" OL  |                                                             |
| 3856 | Schuilplaatsverlenersmonument                               | Verzet Nederland | Eric Claus                                                                   | 3 maart 2015     | beeld/sculptuur    | Loes van Overeemlaan, 3818       | Oud-Leusden  | 52° 8' 1" NB, 5° 21' 54" OL  | Schuilplaatsverlenersmonument                               |
| 4081 | Monument Stirling                                           | Geallieerde militairen | Mirjam woltman                                                               | 2 februari 2018  | beeld/sculptuur    | Oude Spoordijk, 3831 JZ          | Leusden      | 52° 6' 1" NB, 5° 25' 56" OL  | Monument Stirling                                           |

Amersfoort ·
Baarn ·
Bunnik ·
Bunschoten ·
De Bilt ·
De Ronde Venen ·
Eemnes ·
Houten ·
IJsselstein ·
Leusden ·
Lopik ·
Montfoort ·
Nieuwegein ·
Oudewater ·
Renswoude ·
Rhenen ·
Soest ·
Stichtse Vecht ·
Utrecht ·
Utrechtse Heuvelrug ·
Veenendaal ·
Vijfheerenlanden ·
Wijk bij Duurstede ·
Woerden ·
Woudenberg ·
Zeist